# Катар на Олімпійських іграх
Катар бере участь в Олімпійських іграх з 1984 року й відтоді посилав спортивні делегації на кожні літні Ігри. У зимових Іграх Катар участі не брав. НОК Катару засновано 1979 й визнано МОК 1980 року.

## Таблиці медалей

### За Іграми
| Ігри                | Золото | Срібло | Бронза | Загалом |
| Барселона 1992      | 0      | 0      | 1      | 1       |
| Атланта 1996        | 0      | 0      | 0      | 0       |
| Сідней 2000         | 0      | 0      | 1      | 1       |
| Афіни 2004          | 0      | 0      | 0      | 0       |
| Пекін 2008          | 0      | 0      | 0      | 0       |
| Лондон 2012         | 0      | 0      | 2      | 2       |
| Ріо-де-Жанейро 2016 | 0      | 1      | 0      | 1       |
| Усього              | 0      | 1      | 4      | 5       |

### За видами спорту
| Вид спорту     | Золото | Срібло | Бронза | Загалом |
| Легка атлетика | 0      | 1      | 2      | 3       |
| Стрільба       | 0      | 0      | 1      | 1       |
| Важка атлетика | 0      | 0      | 1      | 1       |
| Усього         | 0      | 1      | 4      | 5       |

## Медалісти
| Медаль | Спортсмени        | Ігри           | Вид спорту        | Дисципліна                 |
| ------ | ----------------- | -------------- | ----------------- | -------------------------- |
| Бронза | Могаммед Сулейман | Барселона 1992 | Легка атлетика    | біг на 1500 метрів         |
| Бронза | Саїд Саїф Асаад   | Сідней 2000    | Важка атлетика    | до 105 кг, чоловіки        |
| Бронза | Мутаз Есса Баршим | Лондон 2012    | Легка атлетика    | Чоловіки, стрибки у висоту |
| Бронза | Насер Аль Атіях   | Лондон 2012    | Стрілецький спорт | Чоловіки, Круглий стенд    |
| Срібло | Мутаз Есса Баршим | Ріо 2016       | Легка атлетика    | Чоловіки, стрибки у висоту |